# Vente d'esclaves à Rome
Vente d'esclaves à Rome est un tableau du peintre français Jean-Léon Gérôme réalisé vers 1884. Cette huile sur toile de 92 centimètres de haut et 74 centimètres de large représente une enchère d'esclaves dans la Rome antique, avec pour figure centrale un nu féminin, inspiré d'une photo de Christine Roux. Elle est conservée au musée de l'Ermitage, à Saint-Pétersbourg, en Russie.
Le tableau est présenté au salon de peinture et de sculpture de 1884 en même temps que La Nuit au désert.

Le tableau Marché romain aux esclaves montre une scène simiaire: cette fois ci, le regard est tourné vers le public, et les fesses nues de l'ésclave sont visible.

## Description
Le tableau représente une vente aux enchères d'esclaves dans la Rome antique. Au centre d'une plate-forme surélevée se trouve une femme entièrement nue. Le marchand d'esclaves qui se trouve à sa droite l'a déshabillée complètement. Son but était de la montrer à la foule, qui pourra alors enchérir sur elle. La femme se sent humiliée d'être exposée publiquement, complètement nue, devant une foule aussi gande. C'est pourquoi elle se protège les yeux. Une autre jeune femme, peut-être la prochaine à être vendue, est assise aux pieds de la première. Elle est également complètement nue. Effrayée, elle tente de couvrir ses seins avec ses jambes. Ses parties génitales restent exposées à la foule. Derrière elle, une  troisième femme vêtue plus âgée tient un nourrisson ; elle est entourée de deux enfants nus dont elle est probablement la mère. Elle est entourée de deux enfants nus dont elle est probablement la mère. Son visage est empreint d'effroi car elle sait qu'elle va bientôt être vendue aux enchères et qu'elle sera probablement séparée de ses enfants pour toujours. Derrière la cabine de vente aux enchères, deux hommes tiennent le compte des ventes, sous le regard d'une rangée d'hommes réduits en esclavage. Il s'agit de l'une des six scènes de marché aux esclaves que Gérôme a peintes au cours de sa carrière, soit dans la Rome antique, soit dans l'Istanbul du XIXe siècle.